# 德蘭士瓦獅
德兰士瓦狮（Panthera leo krugeri），也被称作东南非洲狮、南非獅與克魯格里獅，是生存在非洲南部（包括克鲁格国家公園以及喀拉哈里沙漠）的一种狮子亚种。其名字来源为德兰士瓦省。
根据近年基因研究得知，已灭绝的开普狮，为一独立亚种，与其非洲南部狮子不同。所以开普狮会代表最南端分布的德兰士瓦狮。
雄性通常具有发达的鬃毛。包括尾部，雄性大约长2.6至3.2米长。而雌性为2.35-2.75米长。而体重方面，雄性一般为150-250公斤重，雌性为110-182公斤重。德兰士瓦狮肩高为0.92-1.23米。它们的食物为角马、斑马、非洲水牛、疣猪，当猎物稀缺时，它们偶尔也会捕猎幼年长颈鹿。白色亚种有时也会发生在这个亚种身上，但非常少见。

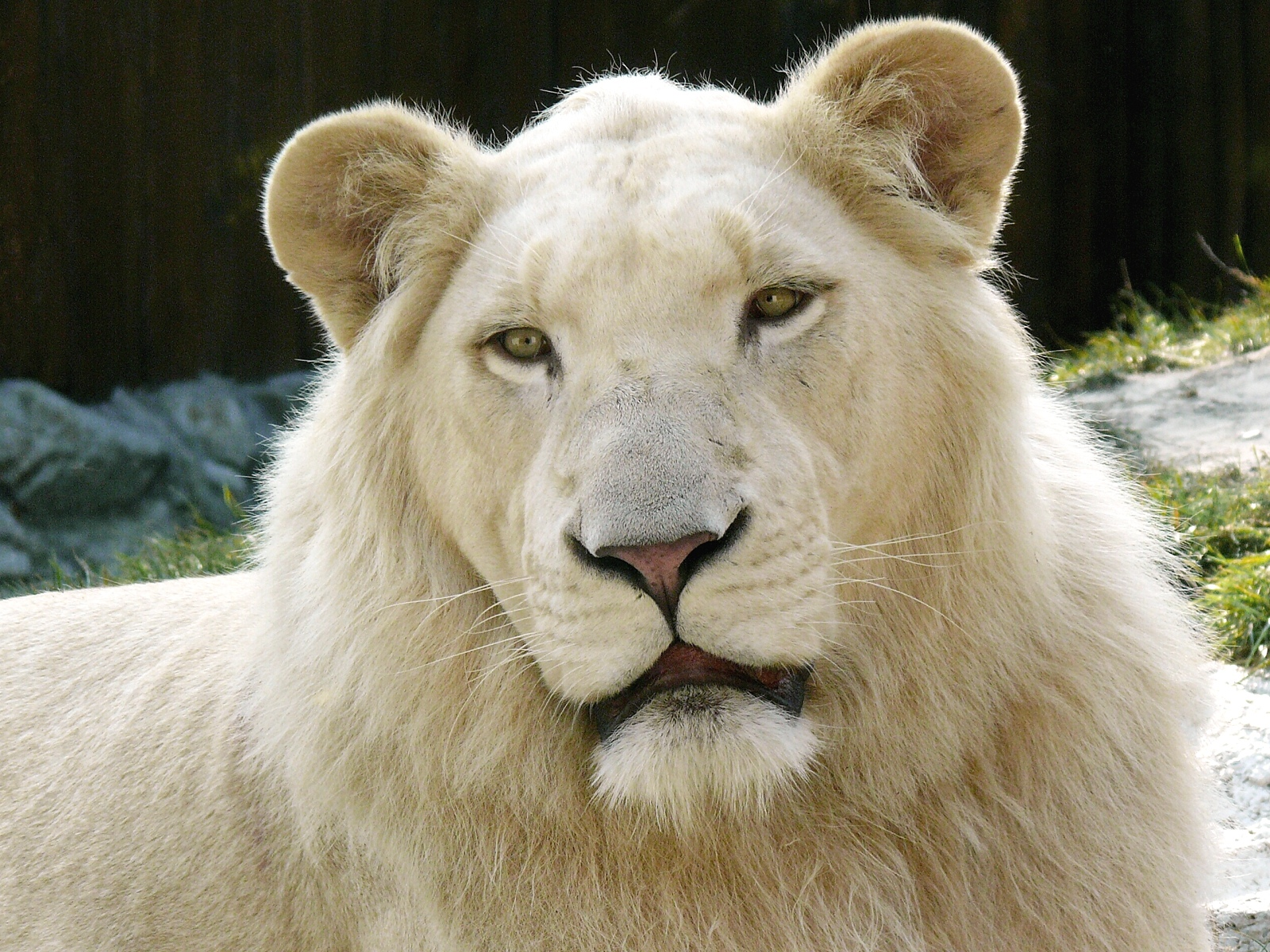
白狮的颜色来自于其隐性基因，而这种情况通常发生在德兰士瓦狮身上。

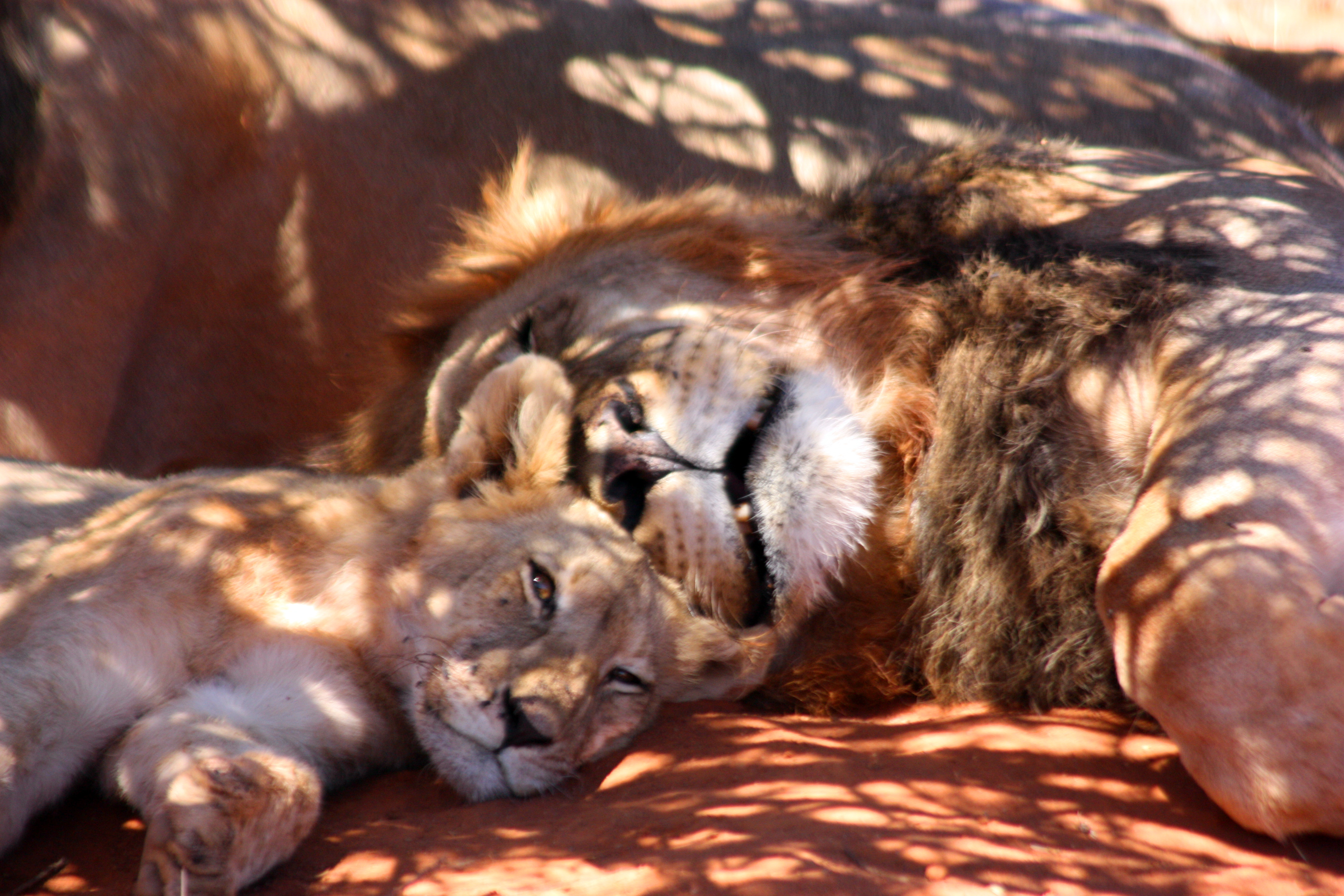
而暗色鬃毛的狮子通常被归类为德兰士瓦狮。

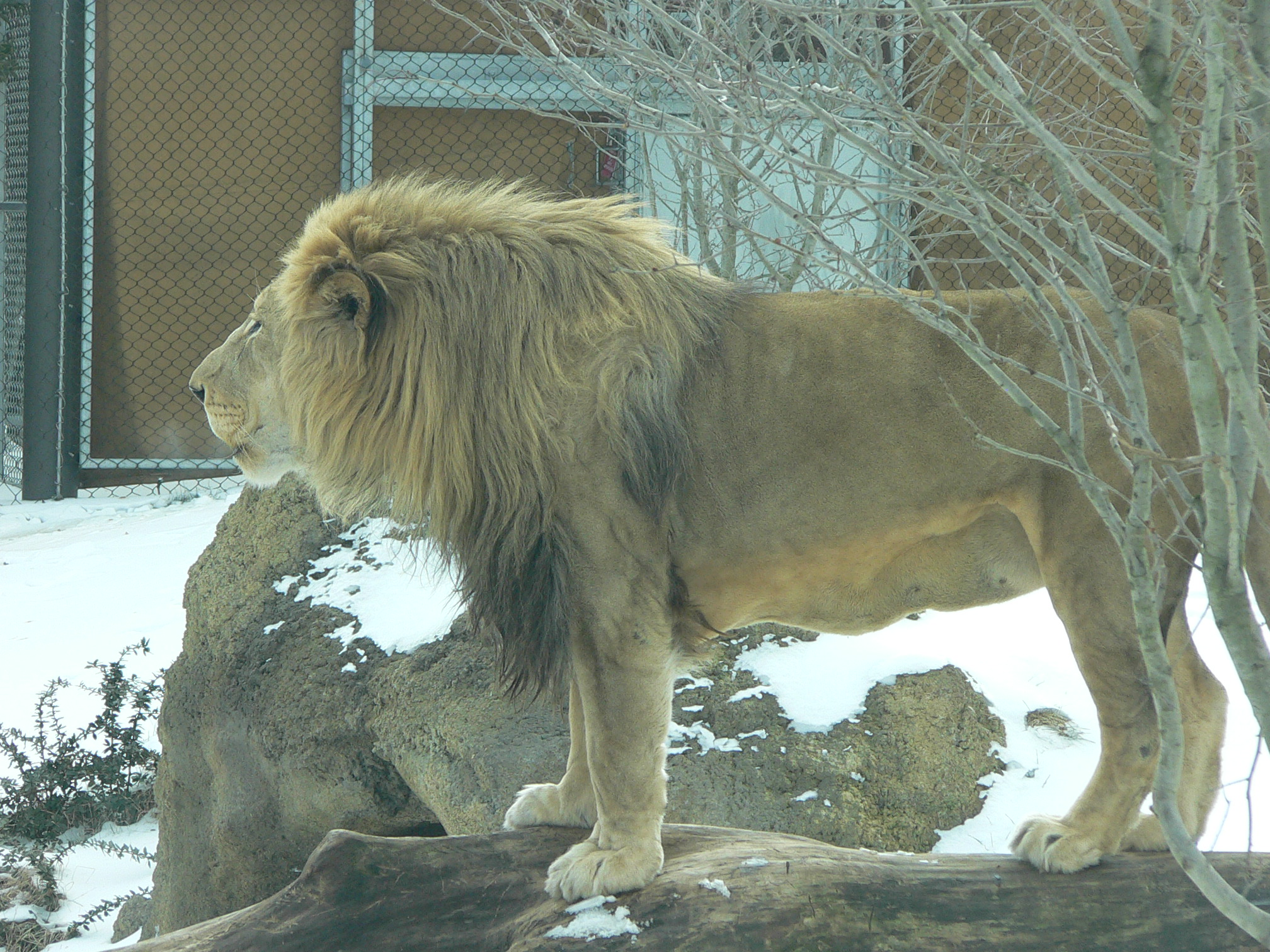
圈养的德兰士瓦狮。

目前有2000多只德兰士瓦狮在克鲁格国家公园受到很好的保护。超过100只狮子被国际物种信息系统以德兰士瓦狮的学名注册。这些物种都是从南非所捕获的动物中衍生出来的。